# Stirling (Insel)

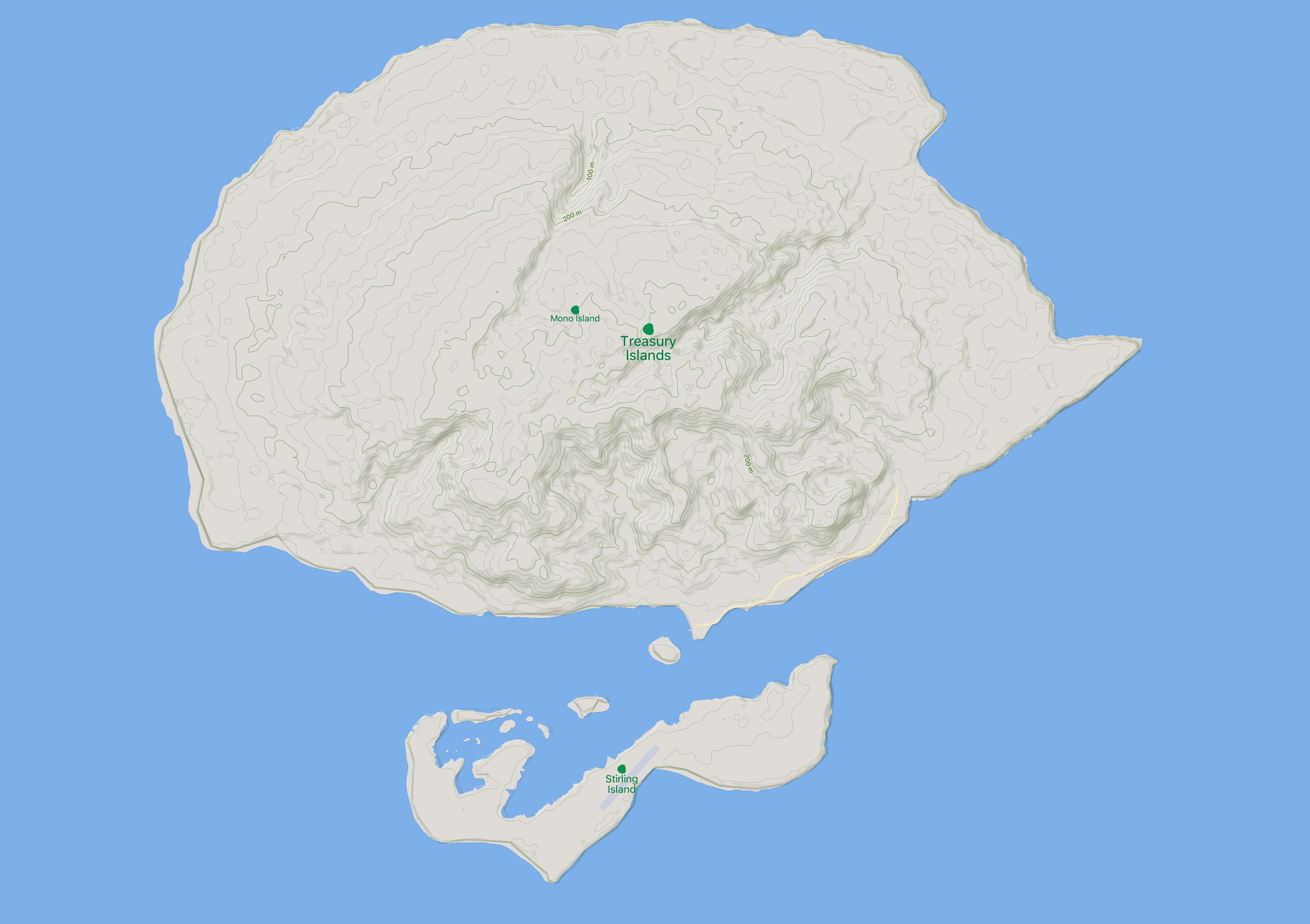
Treasury-Inseln, oben Mono und Stirling unten

Stirling ist die zweitgrößte Insel der westpazifischen Treasury-Inseln. Sie gehört zur Western-Provinz des Inselstaats Salomonen.
Die knapp 9 km² große und sechs Kilometer lange Insel liegt einen Kilometer südlich von Mono. Auf Stirling errichteten US-amerikanische Streitkräfte im Zweiten Weltkrieg eine damals strategisch wichtige Start- und Landebahn. Die Insel ist heute unbewohnt.